# Châtel-Saint-Denis
Châtel-Saint-Denis är en ort och kommun i kantonen Fribourg, Schweiz. Kommunen hade 8 512 invånare (2023).
Châtel-Saint-Denis är huvudort i distriktet Veveyse.